# Dominik Družeta
Dominik Družeta (3 giugno 1996) è un judoka croato.

## Palmares
- Europei

Varsavia 2017: bronzo nei -81kg.
- Campionati europei under 23:

Bratislava 2015: bronzo nei -81kg.